# Cobitis arachthosensis
Cobitis arachthosensis es una especie de peces de la familia Cobitidae en el orden de los Cypriniformes.

## Reproducción
Es ovíparo.

## Hábitat
Vive en zonas de clima templado.

## Distribución geográfica
Es un endemismo de Grecia.

## Estado de conservación
Se encuentra amenazado por la pérdida de su hábitat natural.